# Nothopanus hygrophanus
Nothopanus hygrophanus är en svampart som först beskrevs av Jean François Montagne, och fick sitt nu gällande namn av Rolf Singer 1969. Nothopanus hygrophanus ingår i släktet Nothopanus och familjen Marasmiaceae.   Inga underarter finns listade i Catalogue of Life.